# Jérusalem (opera)

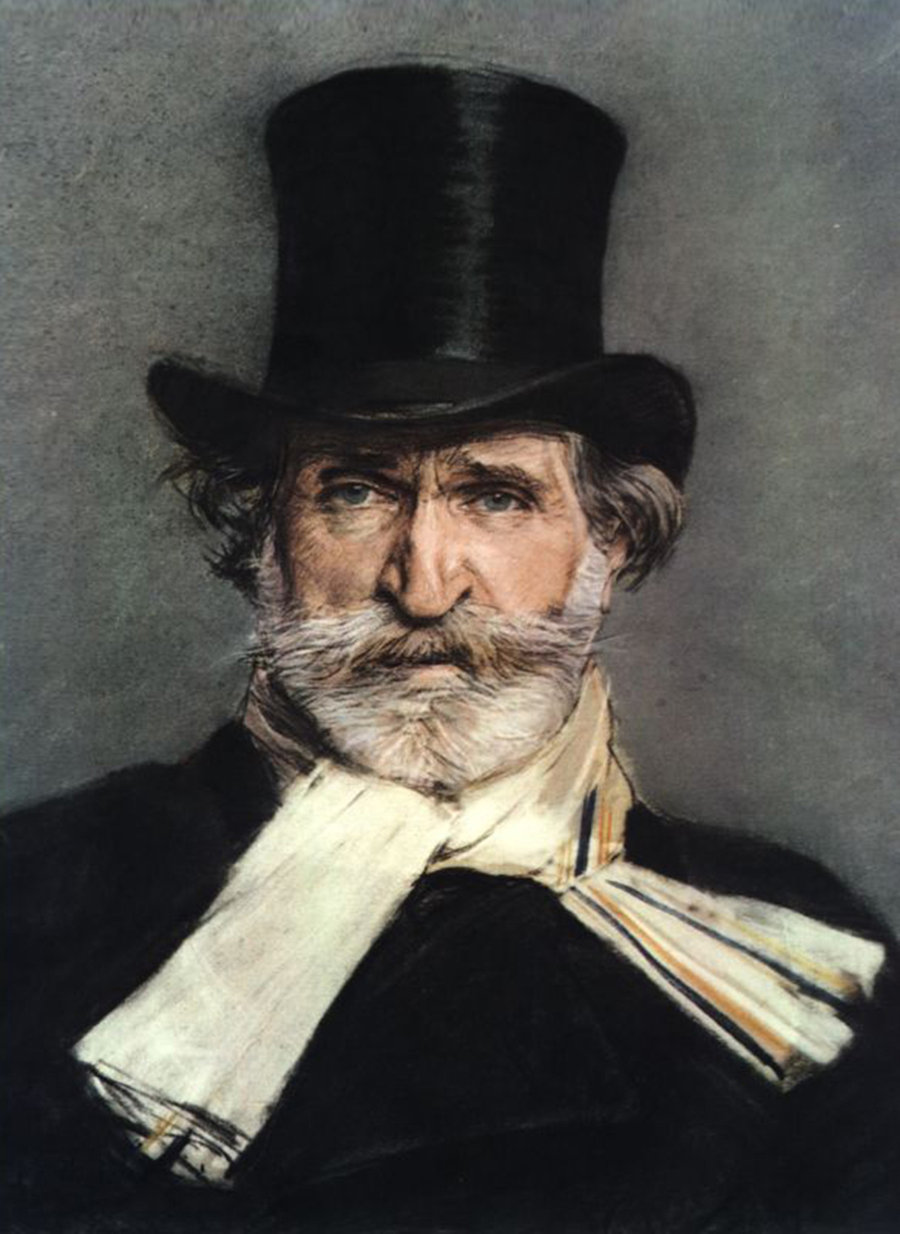
Giuseppe Verdi

Jérusalem is een opera in vier bedrijven van Giuseppe Verdi op een Frans libretto van Alphonse Royer en Gustave Vaëz. Het libretto is een vertaling en herziening van het Italiaanse libretto van Verdi's opera I Lombardi alla prima crociata uit 1843. De eerste uitvoering vond plaats in de Académie royale de musique in Parijs op 26 november 1847.
In 1850 werd de Franse tekst weer terugvertaald naar het Italiaans en onder de naam Gerusalemme in het Teatro alla Scala in Milaan uitgevoerd.

## Rolverdeling
- Gaston, Burggraaf van Béarn - tenor
- De Graaf van Toulouse - bariton
- Roger, broer van de graaf - bas
- Hélène,  dochter van de graaf - sopraan
- Isaure, haar metgezel - sopraan
- Adhemar de Monteil, gezant van de paus - bas
- Raymond, Gaston's knecht - tenor
- Een soldaat - bas
- Een herout - bas
- De emir van Ramla - bas
- Een officier van de emir - tenor
- Ridders, adellijke dames, pages, soldaten, pelgrims, gevangenen, een beul, Arabische sjeiks, haremdames, het volk van Ramla - koor

## Belangrijke aria's
- Ah viens démon, esprit du mal - Roger in het eerste bedrijf
- Oh dans l'ombre, dans la mystère - Roger in het eerste bedrijf
- Quell'ivresse, bonheur suprême - Hélène in het tweede bedrijf, scène 1
- Ô jour fatal, ô crime - Roger in het tweede bedrijf, scène 1
- Je veux encore entendre - Gaston in het tweede bedrijf, scène 2
- Mes plaintes mes plaintes sont vaines - Hélène in het derde bedrijf, scène 1
- Non, non votre rage - Hélène in het derde bedrijf, scène 1
- Ô mes amis, mes frères d'armes - Gaston in het derde bedrijf, scène 2

## Synopsis
Tijd: 1095 en 1099 na Christus
Plaat:  Toulouse (Bedrijf 1); Palestina, nabij Jeruzalem (Bedrijven 2 – 4)

### Eerste bedrijf
Toneel 1: Het paleis van de graaf van Toulouse
's Avonds laat is Hélène bij haar geliefde, Gaston. Zijn familie en die van haar verkeren al lang in onmin, maar de volgende dag en voorafgaand aan het vertrek van Gaston voor de Eerste Kruistocht is afgesproken dat er een plechtige verzoening tussen de twee families zal zijn (Duet: Adieu, mon bien-aimé - "Vaarwel, mijn geliefde!"). Nadat hij is vertrokken, bidden Hélène en haar gezellin, Isaure, voor de veiligheid van Gaston.
Toneel 2: De volgende morgen buiten de kapel
De graaf verkondigt de verzoening en geeft Hélène ten huwelijk aan Gaston. Roger, de broer van de graaf, is heimelijk woedend omdat hij verliefd is op Hélène. Hij vertrekt, waarna de pauselijke legaat aankondigt dat de paus Gaston heeft aangesteld om de kruistocht te leiden, en Gaston zweert hem te volgen; hij krijgt de witte mantel van de graaf als een teken van zijn loyaliteit. Ze gaan de kapel binnen. Terugkerend verklaart Roger zijn haat tegen Gaston (Aria: Oh dans l'ombre, dans la mystère - "Oh! In duisternis, in het heimelijke, blijf verborgen, schuldige hartstocht") en benadert een soldaat met wie hij heeft samengezworen om zijn mededinger te doden. Hij geeft de soldaat de opdracht de man te doden die de witte mantel niet zal dragen. (Aria: Ah! Viens, démon, esprit du mal - "Ah, kom, demon, geest van het kwaad").
Vanuit de kapel is het geluid van opschudding te horen. De soldaat-moordenaar rent naar buiten gevolgd door anderen terwijl Roger zegepraalt. Maar het is Gaston die opduikt en aankondigt dat de graaf is neergeslagen. De gevangengenomen moordenaar wordt binnengebracht vóór Roger; heimelijk regelt Roger dat hij naar Gaston wijst als degene die de moord heeft uitgelokt. Hoewel hij zijn onschuld betuigt wordt Gaston door iedereen vervloekt en tot ballingschap bevolen door de pauselijke legaat.

### Tweede bedrijf
Toneel 1: Een grot in de buurt van Ramla in Palestina
Berouwvol heeft Roger jarenlang in de woestijn gezworven en hij schreeuwt om vergiffenis. (Aria: Ô jour fatal, ô crime - "O vreselijke dag, o misdaad!"). Onverwacht verschijnt Raymond, de schildknaap van Gaston, in een toestand van uitputting en hij smeekt Roger, van wie hij gelooft dat deze een heilig man is, om hulp, en hij vertelt dat anderen van zijn Kruisvaardersgroep zoek zijn. Roger haast zich om hen te helpen. Hélène en Isaure komen het pad af op zoek naar de kluizenaar die volgens hen het lot van Gaston kan vertellen. Ze zijn verrast Raymond te vinden, die hen vertelt dat Gaston nog steeds in leven is maar gevangen wordt gehouden in Ramla. Terwijl Hélène haar vreugde uitdrukt (Aria: Quell'ivresse, bonheur suprême - "Welke vervoering! Opperst geluk! God heeft de man beschermd die ik liefheb ..."), worden Hélène en Isaure door Raymond naar de stad geleid.
Een groep radeloze pelgrims klimt naar beneden vanuit de heuvels rond de grot. Ze worden opgewacht door een groep pas aangekomen kruisvaarders onder leiding van de graaf, die God prijst omdat Hij hem heeft gered van de dolk van de huurmoordenaar, en de pauselijke legaat. Roger verschijnt met het verzoek hem toe te laten in hun gevecht en de drie verklaren hun verwachte overwinning (Trio en koor: Le Seigneur nous promet la victoire! O bonheur! - "De Heer belooft ons de overwinning! O geluk!").
Toneel 2: Het paleis van de Emir van Ramla
Gaston wordt toegelaten en spreekt zijn verlangen uit om weer dicht bij Héléne te zijn. Hij begint zijn ontsnapping te beramen (Aria: Je veux encone entender… - "Ik wil je stem weer horen") wanneer de Emir aankomt en hem waarschuwt dat ontsnapping zal leiden tot zijn dood. Op dat ogenblik wordt Hélène, die is gevangengenomen in de stad, binnengebracht. Het paar doet alsof ze elkander niet kennen, maar de Emir is achterdochtig. Ze worden evenwel alleen gelaten en zijn verheugd over hun hereniging, totdat Gaston Hélène ervan probeert te weerhouden om te delen in zijn schande (Aria: Dans la honte et l'épouvante - "Je kunt niet delen in de gruwel en schande van mijn dwalende bestaan! "). Ze blijft vastbesloten om bij hem te blijven. Vanuit een raam zien ze de naderende kruisvaarders en besluiten ze dat ze in de verwarring kunnen ontsnappen, maar worden ze gedwarsboomd door de komst van de soldaten van de Emir.

### Derde bedrijf
Toneel 1: De haremtuinen
Hélène wordt omringd door de haremvrouwen die enig medeleven met haar toestand uiten. Maar wanneer de Emir binnenkomt en te horen krijgt dat de christenen op het punt staan om de stad aan te vallen beveelt hij dat als de invallers slagen, het hoofd van Hélène naar de graaf moet worden geworpen. In wanhoop beschouwt ze de nutteloosheid van haar leven (Aria: Que m'importe la vie - "Wat maakt het leven uit voor mij in mijn uiterste ongeluk" en Mes plaintes, mes plaintes sont vaines - "Mijn klaagzangen zijn tevergeefs").
Gaston is ontsnapt en rent naar binnen om Hélène te vinden, maar hun vreugde is van korte duur, doordat de kruisvaarders, geleid door de graaf, de kamer binnenstormen en de dood van Gaston eisen, nog steeds in de overtuiging dat hij verantwoordelijk was voor de aanslag op het leven van de graaf. Hélène tart uitdagend de kruisvaarders (Aria: Non ... non votre rage - "Nee ... nee, uw boosheid, uw onwaardige verontwaardiging") evenals haar vader ("De schaamte en de misdaad liggen bij u!"). De graaf sleept haar weg.
Toneel 2: Een schavot op een openbaar plein in Ramla
Gaston wordt binnengebracht en de pauselijke legaat vertelt hem dat hij door de paus is veroordeeld en dat hij, na zijn openbare vernedering die dag, de volgende dag zal worden terechtgesteld. Gaston pleit ervoor dat zijn eer ongeschonden blijft (Aria: O mes amis, mes frères d'armes - "Oh mijn vrienden, mijn wapenbroeders"), maar zijn helm, schild en zwaard worden verpletterd.

### Vierde bedrijf
Toneel 1: De rand van het kamp van de kruisvaarders
De kluizenaar Roger is alleen nabij het kamp. Een processie van kruisvaarders en vrouwen komt aan, onder hen Hélène. De processie gaat door, hoewel Hélène zich afzijdig houdt terwijl de pauselijke legaat Roger benadert en hem vraagt om enige troost te bieden aan de veroordeelde man. Gaston wordt naar buiten gebracht, maar Roger weigert hem zijn zegen te geven. In plaats daarvan geeft hij zijn zwaard aan Gaston en spoort hij hem aan zijn handen op het gevest te leggen, waar het een kruis vormt, en vervolgens te vertrekken en voor de Heer te vechten.
Toneel 2: De tent van de graaf
Hélène en Isaure wachten op nieuws over de uitkomst van de strijd om Jeruzalem. Ze horen het geschreeuw van de overwinning van buitenaf en de graaf, de pauselijke legaat en kruisvaarders komen binnen, gevolgd door Gaston met het vizier van zijn helm gesloten. Geprezen om zijn dapperheid en verzocht om zijn identiteit te onthullen, maakt Gaston bekend dat hij nu klaar is om te worden terechtgesteld. Op dat ogenblik wordt de dodelijk gewonde Roger binnengebracht en onthult deze zichzelf als de broer van de graaf. Hij smeekt om genade voor Gaston en bekent dat hij degene is die de moord heeft beraamd die bijna heeft geleid tot de dood van zijn broer. Allen verheugen zich over het herstelvan de eer en de staat van Gaston, terwijl Roger nog een laatste blik werpt op Jeruzalem en sterft.